# つくぐ
つくぐは、日本のイラストレーターである。

## 経歴
幼少期から絵を描くことが好きで、中学生の時からPCを使ったデジタルイラストを描き始めた。イラストレーターを夢見て専門学校に通っていたところ、先生に応募を勧められたことを機に、電撃イラスト大賞への応募を始めた。2015年の第3回角川つばさ文庫小説賞のイラスト部門では入選を果たしている。当時23歳であった2017年に、『いもーとらいふ』を課題文庫とした作品で第24回電撃イラスト大賞の銀賞を獲得している。つくぐにとっては、電撃イラスト大賞への5度目の応募での受賞であった。イラストを描く上で、つくぐは、ポージングや髪の靡き方で表情をつけることを心がけている他、目標とする人の絵を常に横に置いておくことで、慢心しないように自身を律していると話している。

## 作品一覧
- 『野生の聖女は料理がしたい!』シリーズ（著: 枝豆ずんだ、ヒーロー文庫〈主婦の友インフォス〉）[5]
- 『ピュグマリオンは種を蒔く』（著: 坊木椎哉、集英社）[6]
- 『一般人遠方より帰る。また働かねば!』（著: 勇寛、Kラノベブックス〈講談社〉）[7]
- 『ドラグーン～竜騎士への道～ 4』（著: わい、キャラクター原案: 屡那、MFブックス〈KADOKAWA〉）[8]
- 『愛すべき『蟲』と迷宮での日常』シリーズ（著: 熟練紳士、アルファポリス）[9]
- 『地球最後のゾンビ -NIGHT WITH THE LIVING DEAD-』（著: 鳩見すた、電撃文庫〈KADOKAWA〉）[10]
- 『世界の終わりの庭で』（著: 入間人間、電撃文庫〈KADOKAWA〉）[11]
- 『RErideD-刻越えのデリダ-』シリーズ（本文イラスト、著: 瀬尾つかさ、カバーイラスト: 安倍吉俊、原作: anticlockwise、角川スニーカー文庫〈KADOKAWA〉）[12]
- 『海のカナリア』（著: 入間人間、電撃文庫〈KADOKAWA〉）[13]
- 『サンタクロースを殺した。そして、キスをした。』（著: 犬君雀、ガガガ文庫〈小学館〉）[14]
- 『裏社会最強の男、終末異世界を愉しむ。終幕に捧ぐ反逆転劇』（著: 水城水城、MF文庫J〈KADOKAWA〉）[15]
- 『ソシャゲ絵師スキルアップ講座』（共著メイキングイラストレーター: Garuku・さくらいだい、玄光社 ）[16]